# Carlos Alberto Riccelli
Carlos Alberto Riccelli (São Paulo, 3 de julio de 1946) es un actor y director brasileño. Se hizo famoso internacionalmente por interpretar al vividor y malévolo "César Ribeiro", en la exitosa novela Vale Tudo. Está casado con la actriz y poetisa Bruna Lombardi y actualmente vive en los Estados Unidos. El matrimonio tiene un hijo, Kim. En 2007 se estrenó como director, con la película O signo da cidade.

## Carrera

### En televisión
- 2009 - Trago Comigo - Telmo Marinicov
- 1999 - Chiquinha Gonzaga (minisérie).... João Batista
- 1997 - A Indomada.... Zé Leandro
- 1990 - Riacho Doce.... Nô (minissérie)
- 1988 - Vale Tudo.... César Ribeiro
- 1983 - Louco Amor.... Márcio
- 1982 - Sétimo Sentido.... Rudy
- 1980 - Um Homem Muito Especial.... Rafael
- 1978 - Aritana.... Aritana
- 1977 - O Espantalho.... Ney
- 1975 - A Viagem.... Júnior
- 1974 - Supermanuela.... Ribamar
- 1972 - Vitória Bonelli.... Mateus
- 1972 - Na Idade do Lobo
- 1971 - O Preço de um Homem.... Lucas

### En el cine
- 2007 - O Signo da Cidade
- 2006 - Brasília 18%
- 1999 - Dois Córregos
- 1996 - The Best Revenge
- 1988 - Jorge, um brasileiro
- 1987 - Éle, o boto
- 1987 - Leila Diniz
- 1985 - Sonho sem fim
- 1981 - Eles não usam black-tie
- 1979 - O princípio do prazer
- 1970 - A moreninha

### Curiosidades
El jugador de fútbol Rithelly del Goiás de la ciudad de Goiânia fue inspirado en el apellido de Carlos Alberto. Su primer matrimonio fue también una escritora y actriz Carmen Monegal 1972 a 1977 con quien hizo las novelas Vitória Bonelli, Supermanoela y Éramos Seis.